# Miguel Calatayud Cerdán
Miguel Calatayud Cerdán (Asp, Vinalopó Mitjà, 1942) és un il·lustrador, cartellista i autor de còmics valencià. En l'àmbit del còmic i per part dels seus teòrics, se'l considera un autor aïllat i independent o bé un precursor de la Nova Escola Valenciana. Com a il·lustrador, ha rebut els premis més prestigiosos del sector. Per l'ofici del seu pare va viure a Múrcia, on comença els estudis de belles arts en l'Escola d'Arts Aplicades els quals continua el 1961, a València, a l'Escola Superior de Belles Arts de Sant Carles, ciutat on fixa la seua residència.

## Obra
Miguel Calatayud va començar la seva carrera en els anys 70 com a il·lustrador per a la revista Trinca, on signa les sèries Peter Petrake i Los doce trabajos de Hércules, que mostren, segons Mariano Ayuso i Antonio Lara, uns dibuixos bellíssims de colorit excepcional i una suprema elegància, més emparentats "amb la il·lustració infantil que amb altres dominis gràfics." A aquesta etapa pertany també "Sóc l'aire".
Durant els anys 80 va ser un dels més destacats representants de l'anomenada "línia clara valenciana", juntament amb Daniel Torres, Mique Beltrán, Micharmut i Sento. El crític Jesús Cuadrado el va definir una deliciosa blasfèmia en l'erm cutre del mapa mentider del nostre gràfit.
Il·lustra, l'any 1984, per al Club Juvenil del Mont de pietat i Caixa d'Estalvis de Sevilla, tots els cromos de l'àlbum Dos leyendas de Bécquer.
Va passar posteriorment a ser reconegut per la il·lustració d'obres de literatura infantil, especialment les més atrevides, com les de Miquel Obiols, Carles Cano Peiró, Josep Lozano i Miquel Desclot, entre d'altres. La seua dedicació a il·lustrar literatura infantil i juvenil, així com àlbums il·lustrats, tant en castellà com en català, l'han situat com un autor molt significatiu en aquest sector.
Amb El pie frito va guanyar en 1998 el premi a la millor obra del Saló Internacional del Còmic de Barcelona.
Al nou segle, es va convertir en el director d'art de la col·lecció d'àlbums il·lustrats "Diálogo Infantil" de l'Editorial Diàleg, especialitzada en llibres de filosofia i on es dedica a la recerca de nous autors. En aquesta col·lecció, a més, va il·lustrar els títols El bosque de mi abecedario, libro de poemas de Pedro Villar, i Tres viajes amb textos de Jordi Botella. Va participar també en els àlbums col·lectius d'historietes Tapa Roja (2004) i Lanza en astillero (2005) d'Ediciones Sinsentido.
Va ser el comissari de les exposicions "Animales en su tinta" i "Originales para cinco rondallas" dins del II Saló del Llibre Infantil Il·lustrat Ciutat d'Alacant.
Es realitza una exposició sobre la seva obra a la Sala Parpalló de la Diputació de València d'abril a juny de 1995
El curs 2016-2017 la Biblioteca Valenciana elegeix una de les creacions exposades a la seua seu, com a imatge per a la campanya de promoció de la lectura.
La primera edició de "Baba Kamo. Festival i fira del llibre il·lustrat", celebrada a València el 2018, adopta aquest nom en reconeixement de l'obra Kembo. Incidente en la pista del circo Medrano, (Kalandraka, 2009), escrita por Carlos Pérez i il·lustrada per Miguel Calatayud treball pel qual va meréixer el Premio Nacional de Ilustración.

## Premis
Ha obtingut els premis més prestigiosos del seu sector d'il·lustració, com el Lazarillo d'il·lustració (1974, per Contes de l'any 2100) i tres vegades el Nacional d'il·lustració (el 1989 per Una de indios y otras historias, el 1992 per Libro de las M'Alicias i el 2008 pel conjunt de la seua obra).
L'any 2000 va ser candidat per Espanya al Premi Hans Cristian Andersen.